# Avril 1985

## Événements
- Les États-Unis proposent un plan de paix pour l’Amérique centrale consistant clairement à tenter d’éliminer les Sandinistes en exerçant sur eux une pression militaire grâce à la contra et en les contraignant à organiser des élections concurrentielles.

- 8 avril : Mikhaïl Gorbatchev annonce un moratoire sur le déploiement des SS-20 en Europe.
- 11 avril : en République populaire socialiste d'Albanie, mort du secrétaire général du Parti du travail d'Albanie Enver Hoxha au pouvoir depuis 1944. Son successeur, Ramiz Alia, poursuit la politique d’autarcie extrême qui réduit le peuple à la pauvreté.
- 14 avril : élections générales péruviennes. Alan García (35 ans), est élu président du Pérou.
- 17 avril : Paris propose à la CEE le lancement du projet Eurêka.
- 20 avril : reconduction « pour 20 ans » du pacte de Varsovie.
- 21 avril (Formule 1) : Grand Prix automobile du Portugal.
- 22 avril : ouverture en Argentine du procès de neuf chefs militaires accusés d’avoir commis 711 cas de violation des droits de l’homme. Ce « procès du siècle se termine trois mois et demi plus tard par la condamnation du général Videla à la réclusion à perpétuité et de Viola à une peine de 17 ans. Des 3 000 militaires mentionnés par le rapport de CONADEP responsables de la disparition de plus de 9 000 personnes, seuls les officiers ayant pris des initiatives sont inquiétés.
- 23 avril[1] : affaire Shah Bano en Inde : la Cour suprême condamne un musulman à subvenir aux besoins alimentaires de la femme qu’il avait répudiée. Les organisations musulmanes critiquent vivement cette décision contraire à la charia. Le 27 février 1986[2], Rajiv Gandhi présente un projet de loi, le Muslim Women Bill, qui désavoue la Cour suprême et s’aligne sur la charia.
- 23-24 avril[3] : visite à Rome d’Erich Honecker (RDA).
- 30 avril : adoption d'un projet de loi sur la Nouvelle-Calédonie où se produisent des troubles.

## Naissances
- 3 avril : Leona Lewis, chanteuse britannique.
- 5 avril :
  - Daniel Congré, footballeur français.
  - Paola Deiana, femme politique italienne.
  - Vincent Glad, journaliste français.
  - d'Olne Fabio, belge
- 6 avril : Jérémy Ferrari, humoriste français.
- 7 avril : 
  - Humza Yousaf, politicien écossais d'origine pakistanais.
  - Saad Lamjarred, musicien marocain.
- 15 avril : Amy Reid, actrice américaine.
- 16 avril: Stéphane Paut, chanteur français du groupe Alcest.
- 17 avril : Jo-Wilfried Tsonga, joueur de tennis.
- 20 avril : Billy Magnussen, acteur américain.
- 21 avril : Luis Bolívar, matador colombien.
- 22 avril : Camille Lacourt, nageur français.
- 23 avril : Snootie Wild, Rappeur américain († 26 février 2022).
- 30 avril : 
  - Gal Gadot, actrice, productrice et mannequin israélo-américaine.
  - Douzi, chanteur belgo-marocain.

## Décès
- 11 avril :
  - Enver Hoxha, dirigeant albanais.
  - Fred Uhlman, écrivain et peintre britannique d'origine allemande (° 19 janvier 1901)
- 22 avril : Jacques Ferron, médecin et écrivain québécois (° 20 janvier 1921)